# Paul Wilhelm Schmidt (Theologe)

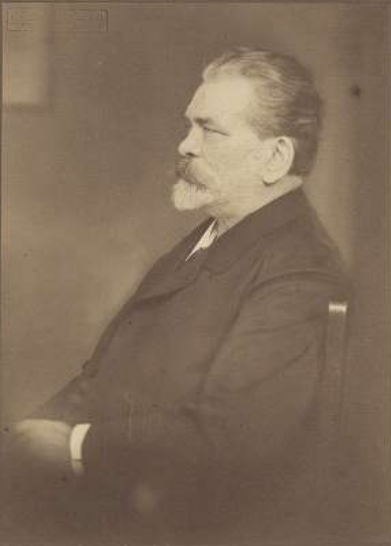
Paul Wilhelm Schmidt

Paul Wilhelm Schmidt (* 25. Dezember 1845 in Berlin; † 12. Juni 1917 in Riehen bei Basel) war ein deutscher, größtenteils in Basel lehrender Theologe. Er gilt bis heute als einer der wichtigsten Schweizer Repräsentanten der liberalprotestantischen Richtung in Theologie und Kirche zum Ausgang des 19. und Beginn des 20. Jahrhunderts.

## Leben
Paul Schmidt war der zweitälteste Sohn des Ersten Lehrers an der Französischen Domschule Berlin Eusebius Schmidt und der – wie dieser aus Woldenberg in der Neumark stammenden – Auguste Meyer (1819–1871) und der Bruder des Berliner Gymnasialprofessors Johannes E. S. Schmidt (1841–1925). Zusammen mit seinen vier Geschwistern wuchs Schmidt in den Räumen des Französischen Doms auf, in dessen zur Jägerstraße hin gelegenen Räumen seinem Vater eine Dienstwohnung zugewiesen worden war. Er besuchte die Französische Domschule und anschließend das Französische Gymnasium, an dem er im Alter von 16 Jahren die Reifeprüfung bestand. Sein Bruder Johannes beschreibt ihn als – auch im Singen und Schauspiel – hochbegabten, „frühreifen“ Jungen, „der schon als Vierjähriger lernbegierig neben dem schnell ausschreitenden Vater zur Schule einher“ trabte.
Nach dem Abitur studierte Schmidt Theologie und Philosophie an den Universitäten Berlin und Halle (Saale). In Halle promovierte er 1865 zum Dr. phil. 1869 habilitierte er sich an der Berliner Theologischen Fakultät für das Fach Neues Testament. Von 1869 bis 1876 war er als Privatdozent Mitglied der Berliner Fakultät. Als Redakteur der liberalen Protestantischen Kirchenzeitung hat er dann allerdings „in jugendlichem Eifer nicht nur die kirchlichen Verhältnisse der Hauptstadt, sondern auch die Professoren der theologischen Fakultät so scharf angegriffen, dass er sich die Aussicht auf eine Professur in Berlin verscherzte“.
1875 wurde Schmidt als Ordinarius für Neues Testament an die Theologische Fakultät der Universität Basel berufen. Diese Berufung war nicht unumstritten; in einer zeitgenössischen Dokumentation hieß es, dass die Professur Schmidt „vom Regierungsrat in Übergehung eines Mehrheitsantrages der Kuratel in Rücksicht auf die der Mehrheit der hiesigen Bevölkerung entsprechende freiere Richtung des Herrn Schmidt“ übertragen worden sei. 1885 verlieh ihm die Theologische Fakultät der Universität Straßburg die Würde eines Doktors der Theologie. 1887/88 war er Rektor der Universität und von 1896 bis 1905 Mitglied des kantonalen Erziehungsrates. Auch dem städtischen Humanistischen Gymnasiums widmete er vom Jahre 1896 bis 1911 als Inspektionspräsident seine Dienste. 1893 lehnte er einen Ruf nach Zürich ab. Wenige Jahre vor Ausbruch des Ersten Weltkriegs nahm er die schweizerische Staatsbürgerschaft an. In seiner Persönlichkeit wird Schmidt vielfach als „warmherziger, fördernder Lehrer“ geschildert. „Zu kompromißloser Schärfe in der polemischen Auseinandersetzung neigend, hat er doch zugleich über integrative Eigenschaften verfügt.“ In Basel amtierte Schmidt mehr als vier Jahrzehnte bis zu seinem Tode im Juni 1917.

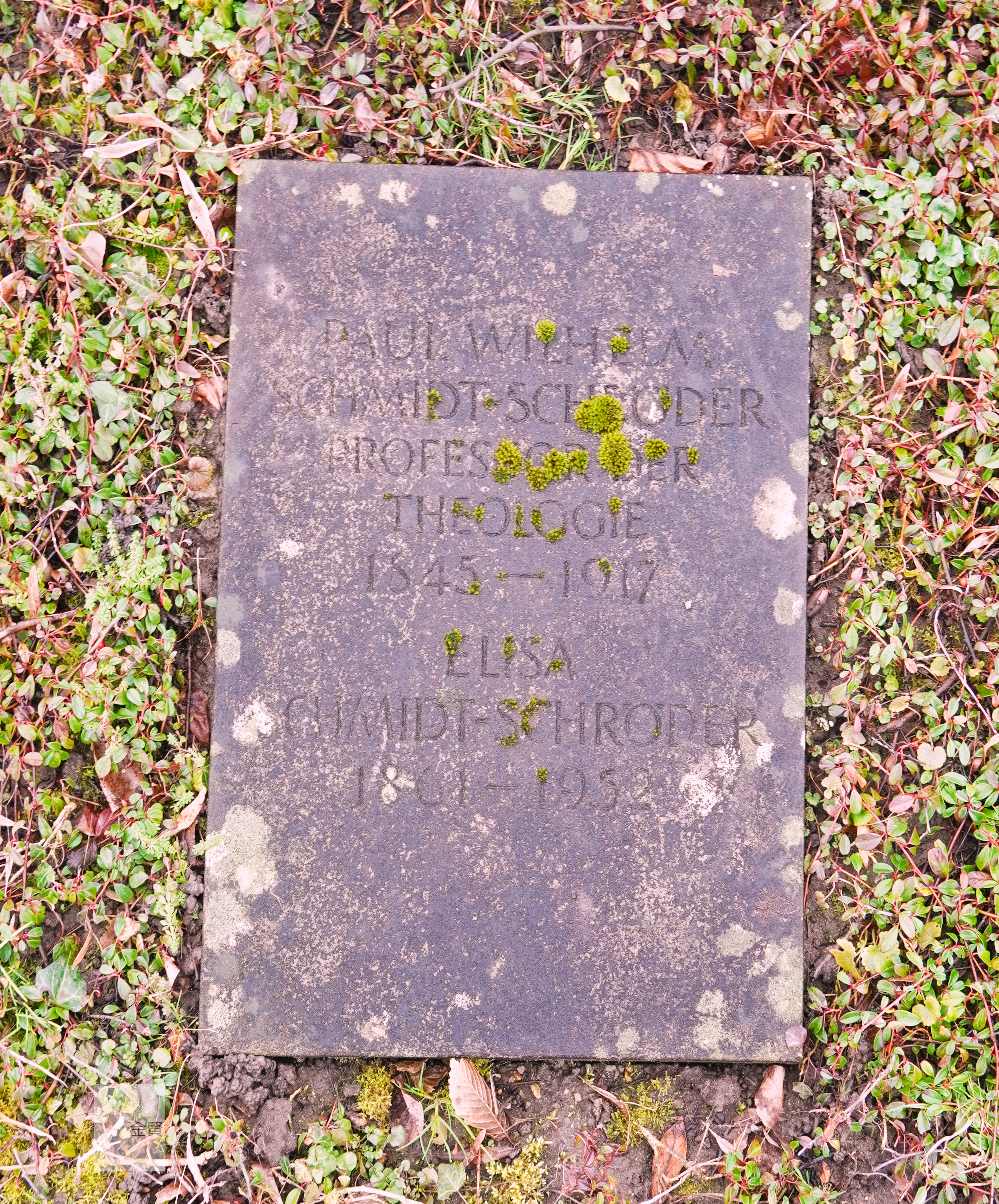
Grabplatte von Paul und Elisa Schmidt-Schröter in Riehen

Paul Wilhelm Schmidt war verheiratet mit Elisa, geborene Schröder (1861–1952). Aus dieser Ehe gingen drei Kinder hervor, darunter die Frauenrechtlerin Dora Schmidt. Das Familiengrab befindet sich auf dem Gottesacker in Riehen.

## Schriften
- Spinoza und Schleiermacher. Die Geschichte ihrer Systeme und ihr gegenseitiges Verhältniß. Ein dogmengeschichtlicher Versuch, Berlin 1868
- Protestanten-Bibel Neuen Testaments. Unter Mitwirkung von Dr. Bruch et al. herausgegeben von Paul Wilhelm Schmidt und Franz von Holtzendorff, Leipzig 1872 (Dritte Auflage Leipzig 1879)
  - Übersetzung: A short Protestant commentary on the books of the New Testament. With general and special introductions. Edited by Paul Wilhelm Schmidt and Franz von Holtzendorff. Translated from the third edition of the German by Francis Henry Jones. Three volumes, London 1882/1883/1884
- Über die Abnahme des theologischen Studiums. Bericht, vorgetragen auf dem 8. Deutschen Protestantentage in Wiesbaden, Berlin 1874
- Was trennt »die beiden Richtungen« in der evangelischen Kirche? Ein Beitrag zur Schätzung der kirchlichen Gegensätze, Berlin 1880
- Neutestamentliche Hyperkritik an dem jüngsten Angriff gegen die Aechtheit des Philipperbriefes auf ihre Methode hin untersucht. Nebst einer Erklärung des Briefes, Berlin 1880
- Anmerkungen über die Komposition der Offenbarung Johannis, Freiburg im Breisgau 1891
- Die Geschichte Jesu, Freiburg im Breisgau 1899 (und weitere Ausgaben)
- Die Apostelgeschichte bei De Wette-Overbeck und bei Adolf Harnack, Basel 1910
- Das freie Christentum, sein kirchliches Recht und seine religiöse Aufgabe, Berlin 1913